# Scrofiano
Scrofiano ist ein Ortsteil (Fraktion, italienisch frazione) der Gemeinde Sinalunga in der Provinz Siena, Region Toskana in Italien.

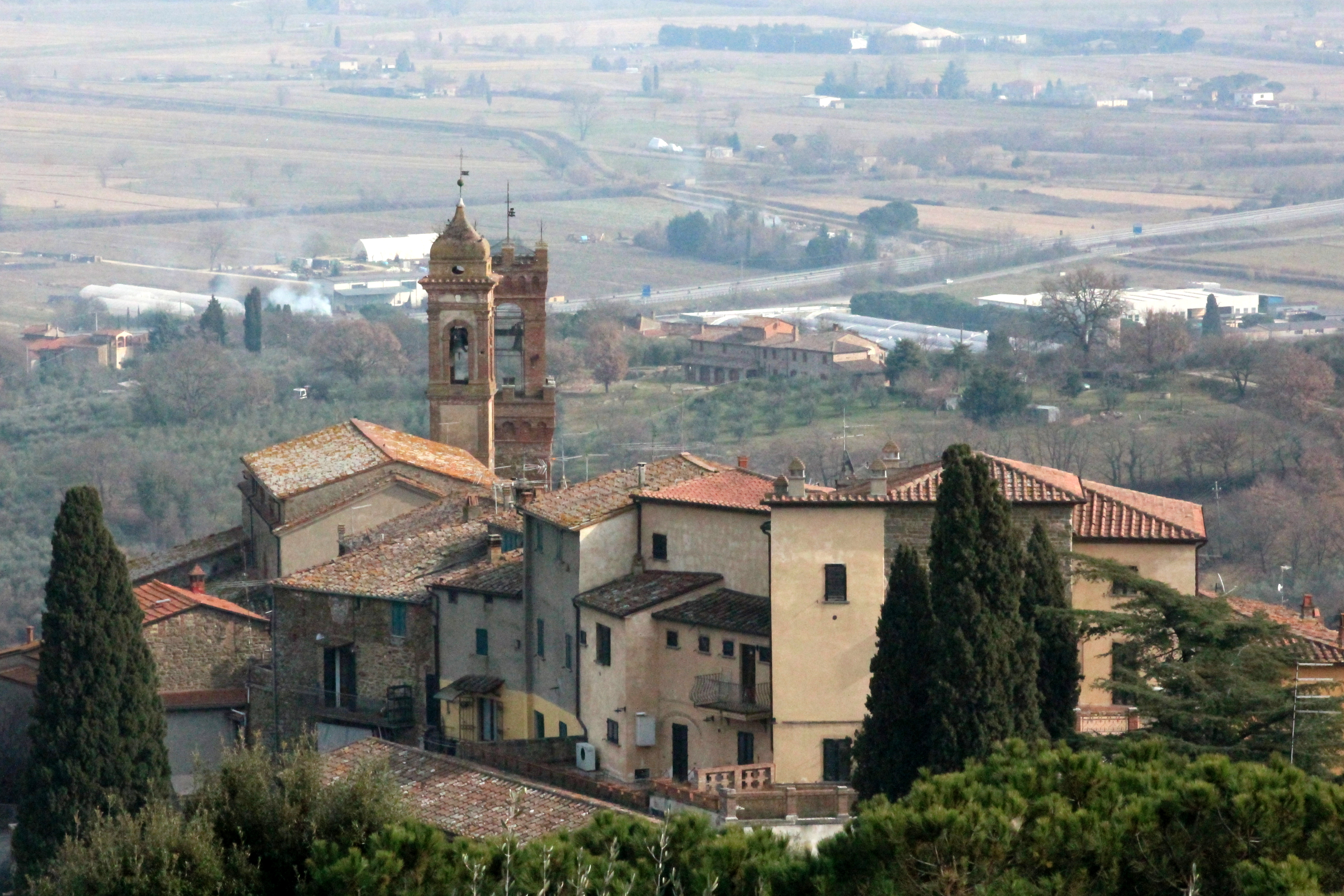
Panorama von Scrofiano

## Geografie
Der Ort liegt ca. 3 Kilometer nordwestlich des Hauptortes Sinalunga und ca. 35 Kilometer südöstlich der Provinzhauptstadt Siena im Chiana-Tal. Der Ort liegt im Bistum Montepulciano-Chiusi-Pienza und ist somit dem Erzbistum Siena-Colle di Val d’Elsa-Montalcino unterstellt. Scrofiano liegt bei 374 Metern und hatte 2001 ca. 250 Einwohner. 2017 waren es 184 Einwohner.

## Geschichte
Erstmals dokumentiert wurde der Ort 1177 als Burg der Familie Scialenghi-Cacciaconti. 1271 installierte die Republik von Siena im Ort einen Podestà. Scrofiano blieb unter der Herrschaft Sienas bis 1554, als es während des Konfliktes zwischen Siena und Florenz von Florenz eingenommen wurde. Danach war der Ort eigenständige Gemeinde im Großherzogtum Toskana. Mit der Gebietsreform von Pietro Leopoldo 1777 wurde Scrofiano zum Ortsteil von Sinalunga.

## Sehenswürdigkeiten

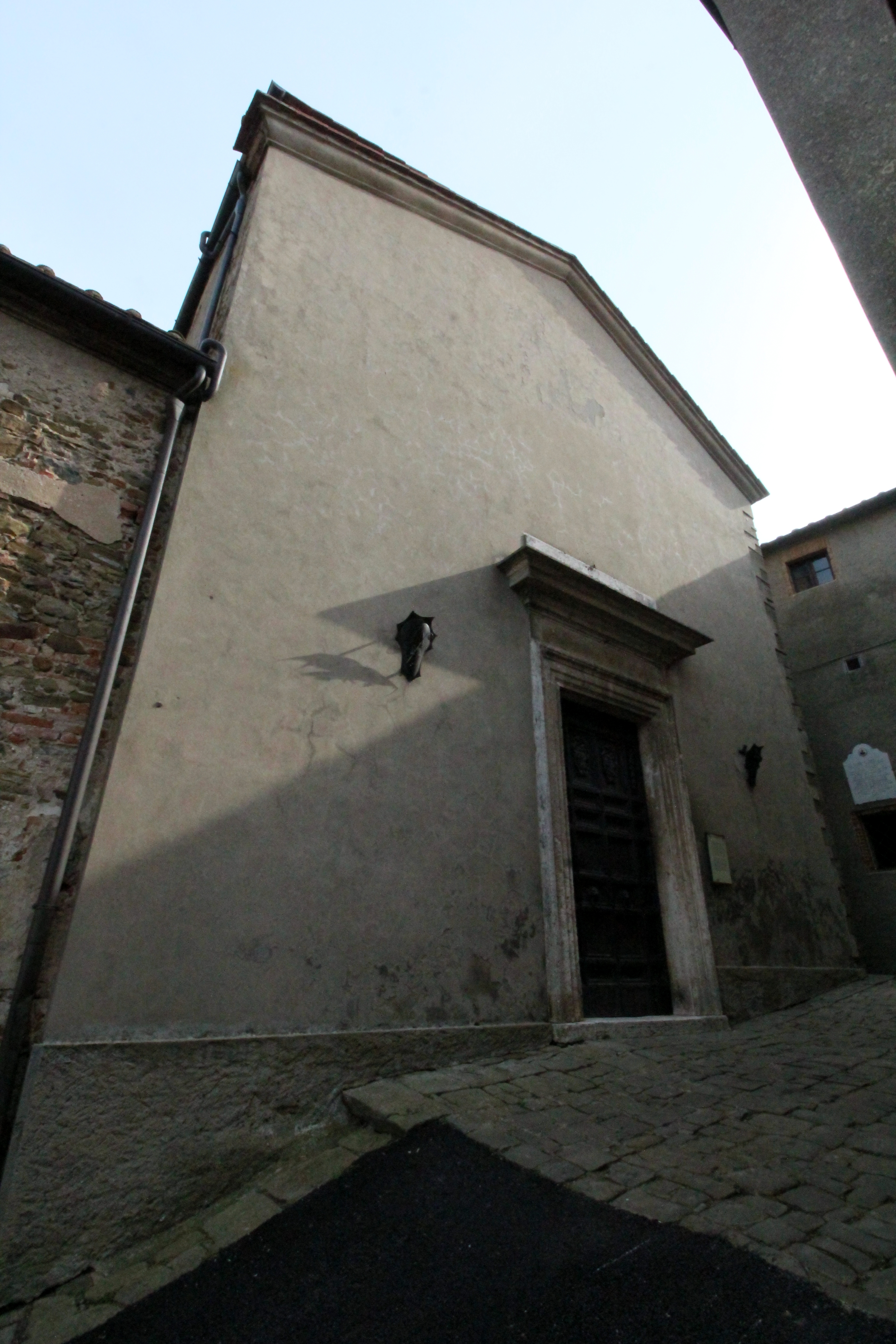
Die Kirche San Biagio im Ortskern

- Torre del Cassero, ehemaliger Wehrturm der Cacciaconti, entstand im 13. Jahrhundert.[4]
- Palazzo Comunale, im 14./15. Jahrhundert entstanden.[6]
- Porta del Sole, auch Porta a Sole, Wehrtor der Befestigungen.
- Collegiata di San Biagio, Kirche im Ortskern, die laut Inschrift 1271 entstand. Wurde 1580 teilweise neu erbaut und 1583 neu geweiht. Enthält Werke von Domenico Cresti (Il Passignano genannt, Madonna col Bambino e Santi und Immacolata Concezione) und Santi di Tito (Lamentazione sul Cristo morto).[5] Das von hier stammende Polittico di Scrofiano von Sano di Pietro befindet sich heute in der Pinacoteca Nazionale di Siena.[7]
  - Museo della Collegiata, Museum, das 1990 entstand. Enthält unter anderem Werke von Giovanni Antonio Cerretelli (Crocifissione, Gemälde, 17. Jahrhundert), Segna di Bonaventura (Madonna col Bambino, Tafelgemälde, 14. Jahrhundert) und Giuseppe Bezzuoli (San Pietro, 19. Jahrhundert).[5]
- Chiesa della Compagnia di San Salvatore, Kirche im Ortskern, die ab 1595 entstand. Enthält Werke von Rutilio Manetti (Madonna del Rosario, zugeschrieben), Santi di Tito (Annunciazione), Ventura Salimbeni (Madonna addolorata e santi, Umfeld) und eine Kopie des Werkes Madonna della Scodella von Antonio da Correggio.[5]
- Chiesa della Madonna del Soccorso, Kirche im Wald ca. 1 km westlich des Ortes. Entstand im 16. Jahrhundert.[5]
- Oratorio di San Giovanni, kleine Kirche unterhalb des Ortes kurz vor der Staatsstraße, die nach Rigomagno und Sinalunga führt. Wurde erstmals im frühen 17. Jahrhundert erwähnt.[8]
- Chiesa di Santa Cristina, Kirche südöstlich des Ortes, die im 16. Jahrhundert entstand.[8]
- Chiesa di San Rocco, Kirche außerhalb des Ortskern, entstand im 15. Jahrhundert.[6]
- Monumento ai Caduti, Gefallenendenkmal aus Bronze, Pietra serena und Travertino, zu Ehren der Gefallenen in den beiden Weltkriegen im oberen Teil des Ortskern (Piazza Bartalini). Entstand zunächst 1920 und wurde 1951 erweitert.[9]

## Verkehr
- Der Ort liegt ca. 2 Kilometer entfernt von der Anschlussstelle Rigomagno an der Schnellstraße Siena–Bettolle.
- Die nächstgelegene Bahnstation ist Sinalunga mit Verbindungen nach Arezzo, Siena und Chiusi-Chianciano Terme. Die Haltestelle von Rigomagno wird nicht mehr bedient.

## Bilder

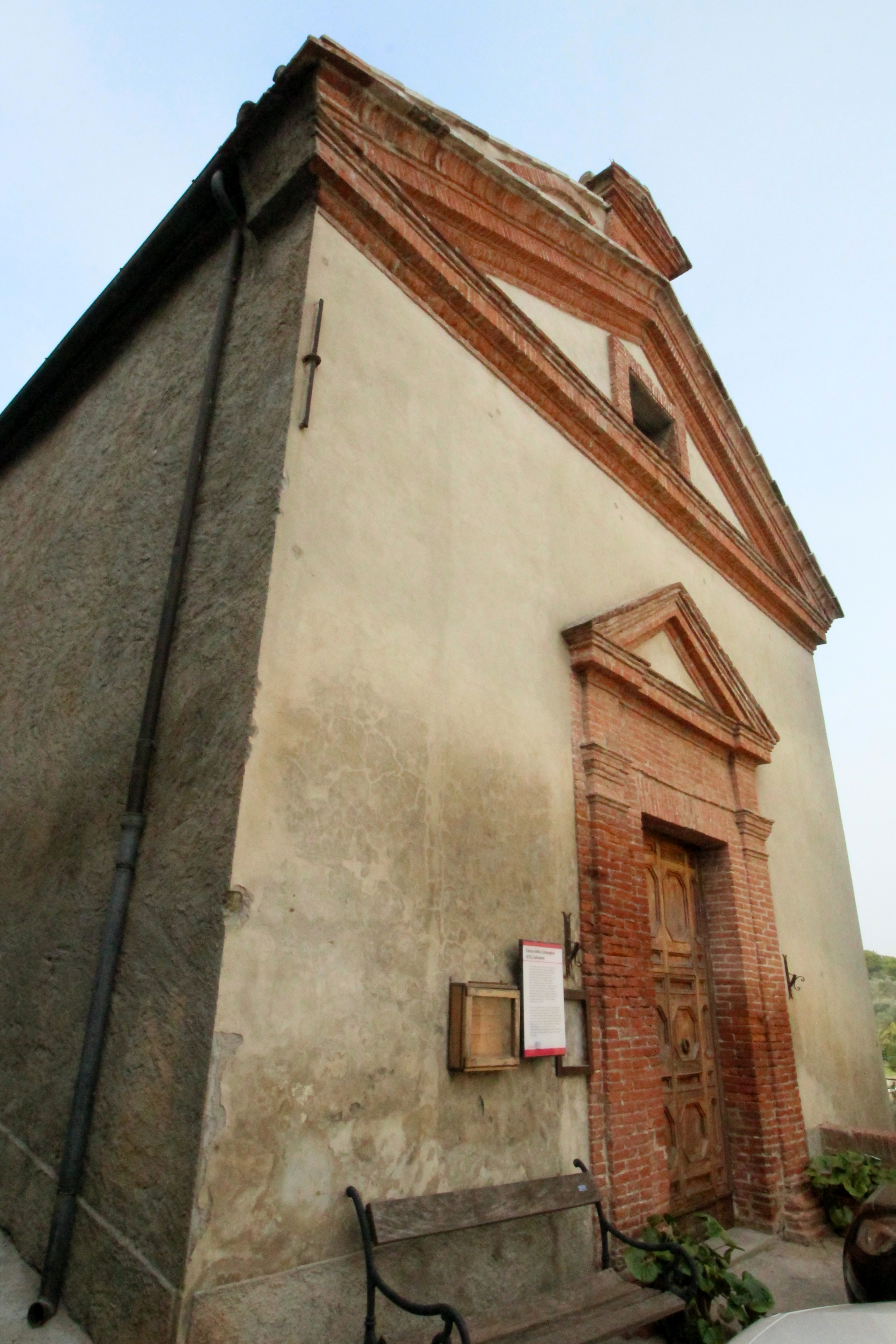
San Salvatore
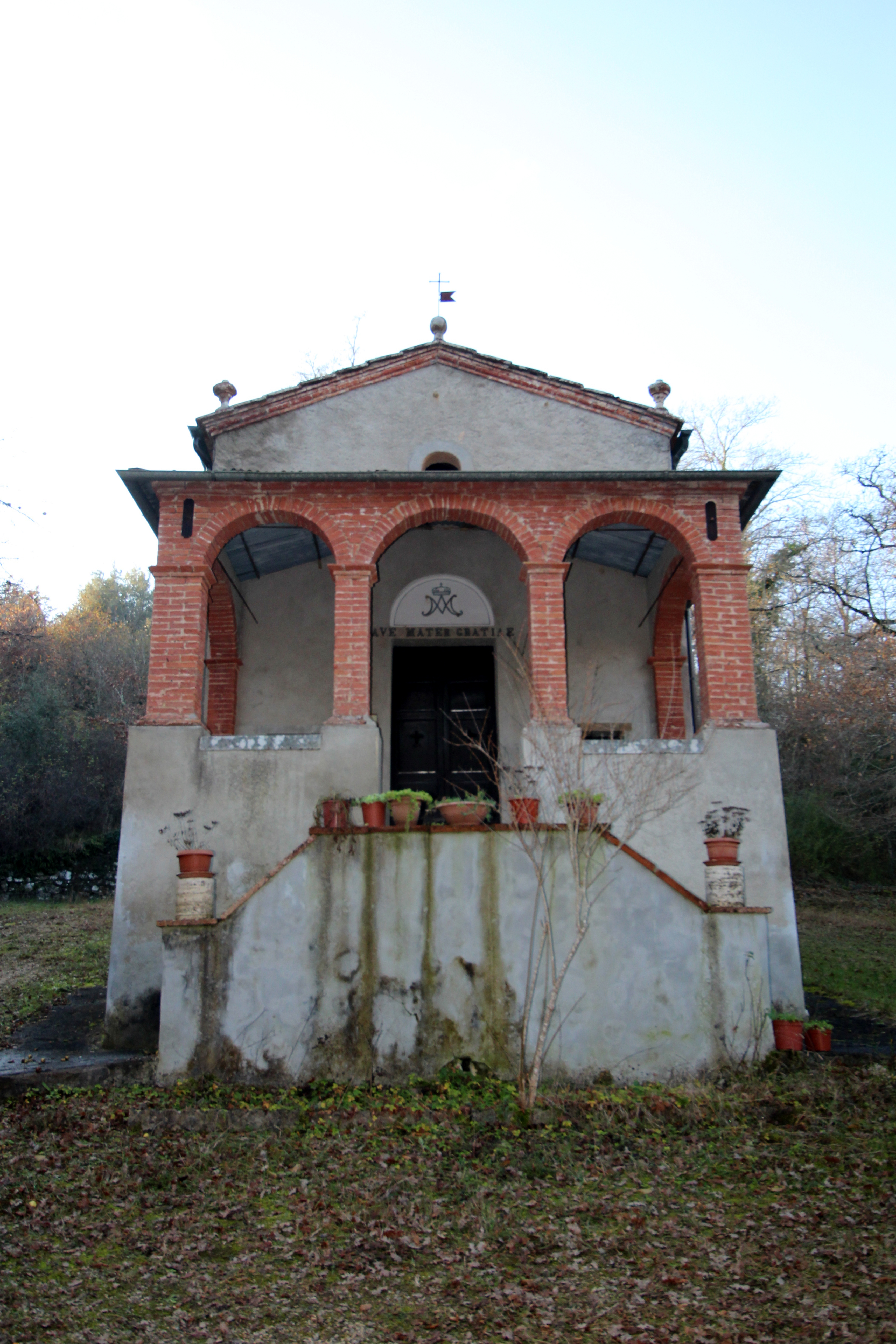
Madonna del Soccorso
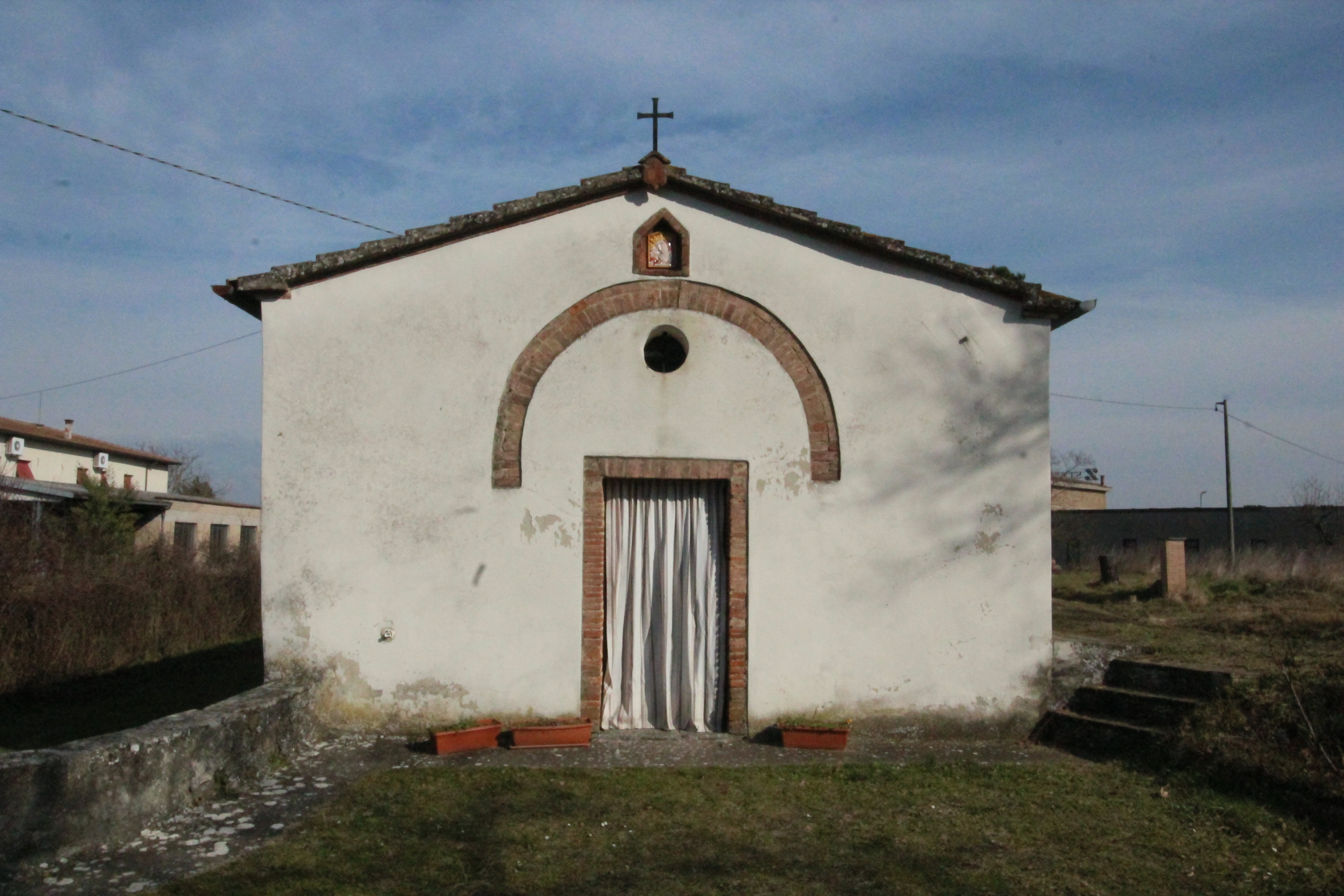
San Giovanni
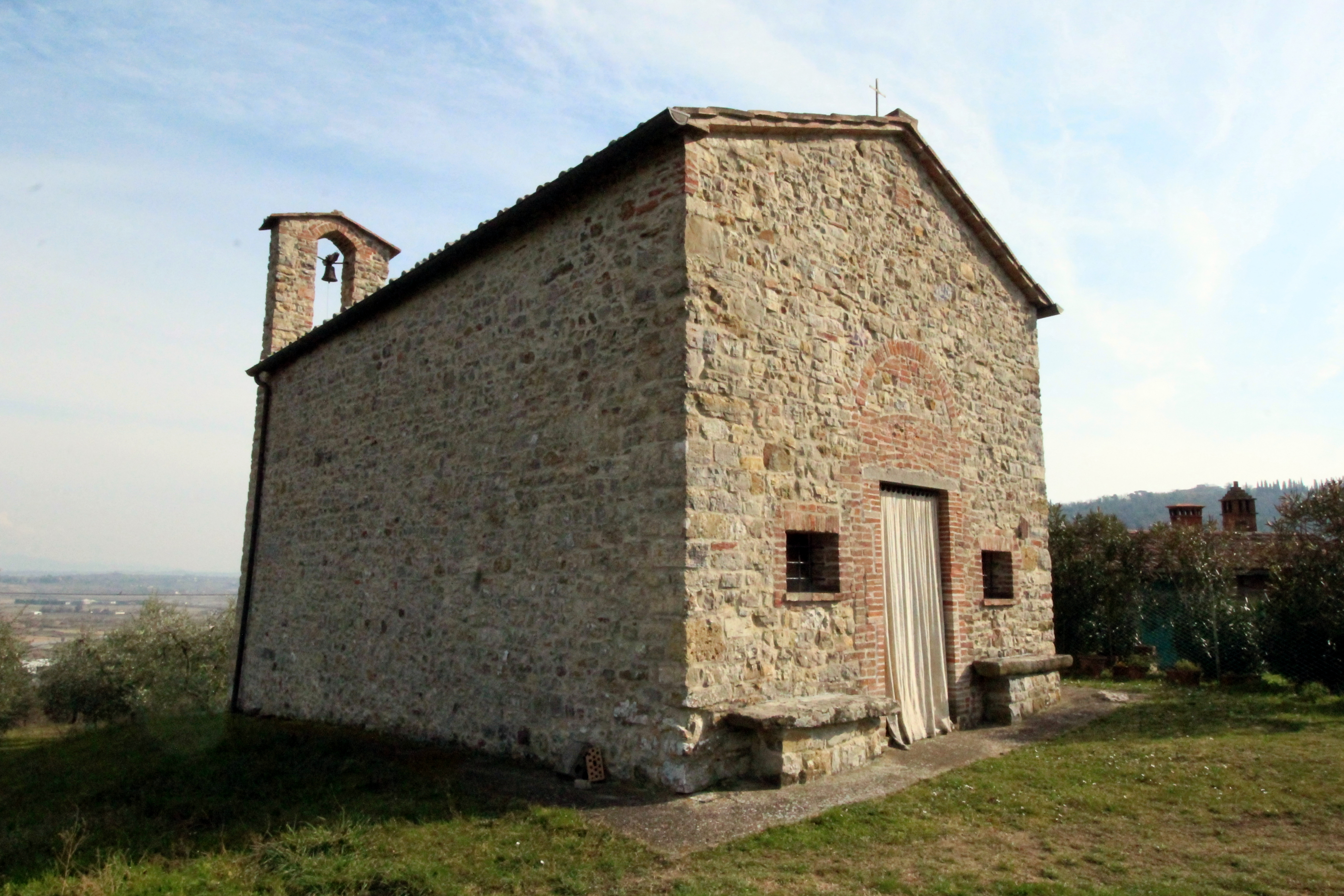
Santa Cristina